# Firebrand Games
Firebrand Games Limited es un desarrollador de videojuegos británico con sede en Glasgow, Escocia. Fundada por el director ejecutivo Mark Greenshields en 2006, la compañía abrió una segunda oficina en Merritt Island, Florida, en septiembre de 2007.

## Historia
Firebrand Games fue fundada por Mark Greenshields en 2006, después de que su empresa anterior, DC Studios, cerró sus operaciones en el Reino Unido. Greenshields desde entonces mantiene su posición como director ejecutivo para la compañía. El 25 de septiembre de 2007, la compañía anunció una segunda oficina en Merritt Island, Florida. Esta oficina efectivamente reemplazó al único estudio restante de DC Studios, que estaba basado en Montreal. En septiembre de 2008, la sede de Firebrand Games se trasladó a nuevos espacios de oficinas más grandes dentro de Glasgow. Para agosto de 2010, debido principalmente al costo de hacer negocios en Escocia, la oficina de Merritt Island se ha hecho más grande, según los cálculos, que la sede de Glasgow.
A lo largo de su vida, Firebrand Games ha trabajado principalmente en Nintendo DS versiones de propiedades intelectuales preexistentes en el género  carreras, incluido TrackMania y Need for Speed. Varios de estos fueron creados usando el motor de juego interno titulado 3D Octane. En mayo de 2011, la compañía declaró su intención de desarrollar un juego en la franquicia F-Zero. Firebrand Games anunció su primera propiedad intelectual original, Solar Flux, diseñado como juego de puzzle, en julio de 2013.

## Videojuegos
| Año              | Título                                   | Plataforma(s)                                                   | Distribuidora(s)                       |
| ---------------- | ---------------------------------------- | --------------------------------------------------------------- | -------------------------------------- |
| 2006             | Cartoon Network Racing                   | Nintendo DS                                                     | The Game Factory                       |
| 2007             | Crayola Treasure Adventures              | Nintendo DS                                                     | Crave Entertainment                    |
| 2007             | Race Driver: Create & Race               | Nintendo DS                                                     | Codemasters                            |
| 2008             | Ferrari Challenge: Trofeo Pirelli        | Nintendo DS                                                     | System 3                               |
| 2008             | Race Driver: Grid                        | Nintendo DS                                                     | Codemasters                            |
| 2008             | TrackMania DS                            | Nintendo DS                                                     | Focus Home Interactive, Atlus USA      |
| 2008             | Need for Speed: Undercover               | Nintendo DS                                                     | Electronic Arts                        |
| 2009             | Colin McRae: Dirt 2                      | Nintendo DS                                                     | Codemasters                            |
| 2009             | Need for Speed: Nitro                    | Nintendo DS                                                     | Electronic Arts                        |
| 2009             | Planet 51: The Game                      | Nintendo DS                                                     | Sega                                   |
| 2010             | SpongeBob's Boating Bash                 | Nintendo DS                                                     | THQ                                    |
| 2010             | TrackMania Turbo                         | Nintendo DS                                                     | Focus Home Interactive                 |
| 2010             | TrackMania Wii                           | Wii                                                             | Focus Home Interactive                 |
| 2010             | Hot Wheels: Track Attack                 | Nintendo DS, Wii                                                | THQ                                    |
| 2010             | Need for Speed: Nitro-X                  | Nintendo DSi                                                    | Electronic Arts                        |
| 2011             | NASCAR Unleashed                         | Nintendo 3DS, PlayStation 3, Wii, Xbox 360                      | Activision                             |
| 2011             | Cars 2                                   | Nintendo 3DS, Nintendo DS                                       | Disney Interactive Studios             |
| 2011             | Need for Speed: The Run                  | Nintendo 3DS, Wii                                               | Electronic Arts                        |
| 2013             | Fast & Furious: Showdown                 | Microsoft Windows, Nintendo 3DS, PlayStation 3, Wii U, Xbox 360 | Activision                             |
| 2013             | Mr & Mrs                                 | iOS                                                             | Sony Computer Entertainment            |
| 2013             | Solar Flux                               | Linux, macOS, Microsoft Windows                                 | Firebrand Games                        |
| 2013             | Solar Flux Pocket                        | Android, iOS                                                    | Firebrand Games                        |
| 2013             | Hot Wheels: World's Best Driver          | Microsoft Windows, Nintendo 3DS, PlayStation 3, Wii U, Xbox 360 | Warner Bros. Interactive Entertainment |
| 2015             | WRC FIA World Rally Championship         | Nintendo 3DS                                                    | Bigben Interactive                     |
| 2017             | NASCAR Heat Mobile                       | Android, iOS                                                    | 704Games                               |
| 2019             | Kick Off                                 | TBA                                                             | TBA                                    |
|                  | Conjurer Andy's Repeatable Dungeon       | TBA                                                             | TBA                                    |
| Tower Madness HD | Nintendo Switch, PlayStation 4, Xbox One | TBA                                                             | TBA                                    |

## Enlaces
- Sitio web oficial

- Datos: Q5451759